# Gradina (ort)
Gradina är en ort i Bosnien och Hercegovina.   Den ligger i entiteten Republika Srpska, i den södra delen av landet, 70 km söder om huvudstaden Sarajevo. Gradina ligger 1 011 meter över havet och antalet invånare är 124.
Terrängen runt Gradina är huvudsakligen kuperad. Gradina ligger nere i en dal.Runt Gradina är det ganska tätbefolkat, med 67 invånare per kvadratkilometer.. Närmaste större samhälle är Gacko, 10,5 km öster om Gradina. 
Omgivningarna runt Gradina är en mosaik av jordbruksmark och naturlig växtlighet.